# Markwart (książę Karyntii)
Markwart (ur. 1010/1020, zm. w 1076) – książę Karyntii od 1073.

## Życiorys
Markwart był synem księcia Karyntii Adalberta i Beatrycze, córki księcia Szwabii Hermana II. Odzyskał skonfiskowane swojemu ojca dobra i pomógł stłumić powstanie w Bawarii, a od 1056 faktycznie kontrolował Karyntię uniemożliwiając objęcie w niej władzy przez kolejno mianowanych przez cesarzową Agnieszkę książąt: Welfa III, Konrada III i Bertolda I. W 1070 został margrabią Istrii. W 1072 wziął udział w wyprawie króla Henryka IV Salickiego przeciwko Węgrom i otrzymał godność księcia Karyntii. 

## Rodzina
Żoną Markwarta była Liutbirg z Plain. Miał pięciu synów:
- Liutolda, księcia Karyntii,
- Henryka III, księcia Karyntii,
- Markwarta (zmarłego jeszcze za życia ojca),
- Ulryka, opata Sankt Gallen,
- Hermana, biskupa Pasawy[1].